# COROT-20b
CoRoT-20b — транзитна екзопланета, знайдена космічним телескопом CoRoT у 2011 році.
Це гаряча планета розміром з Юпітер, що обертається навколо зірки G2V з Te = 5880K, M = 1.14 M☉, R = 0.92 R☉ та над сонячної металічності. Це молода планета, з оціночним віком від 0.06 до 0.14 Gyr. Її щільність (8,87 г/см3) надзвичайно висока для своєї маси, що робить COROT-20 одним з найкомпактніших газових гігантів.